# Tempelvorhang

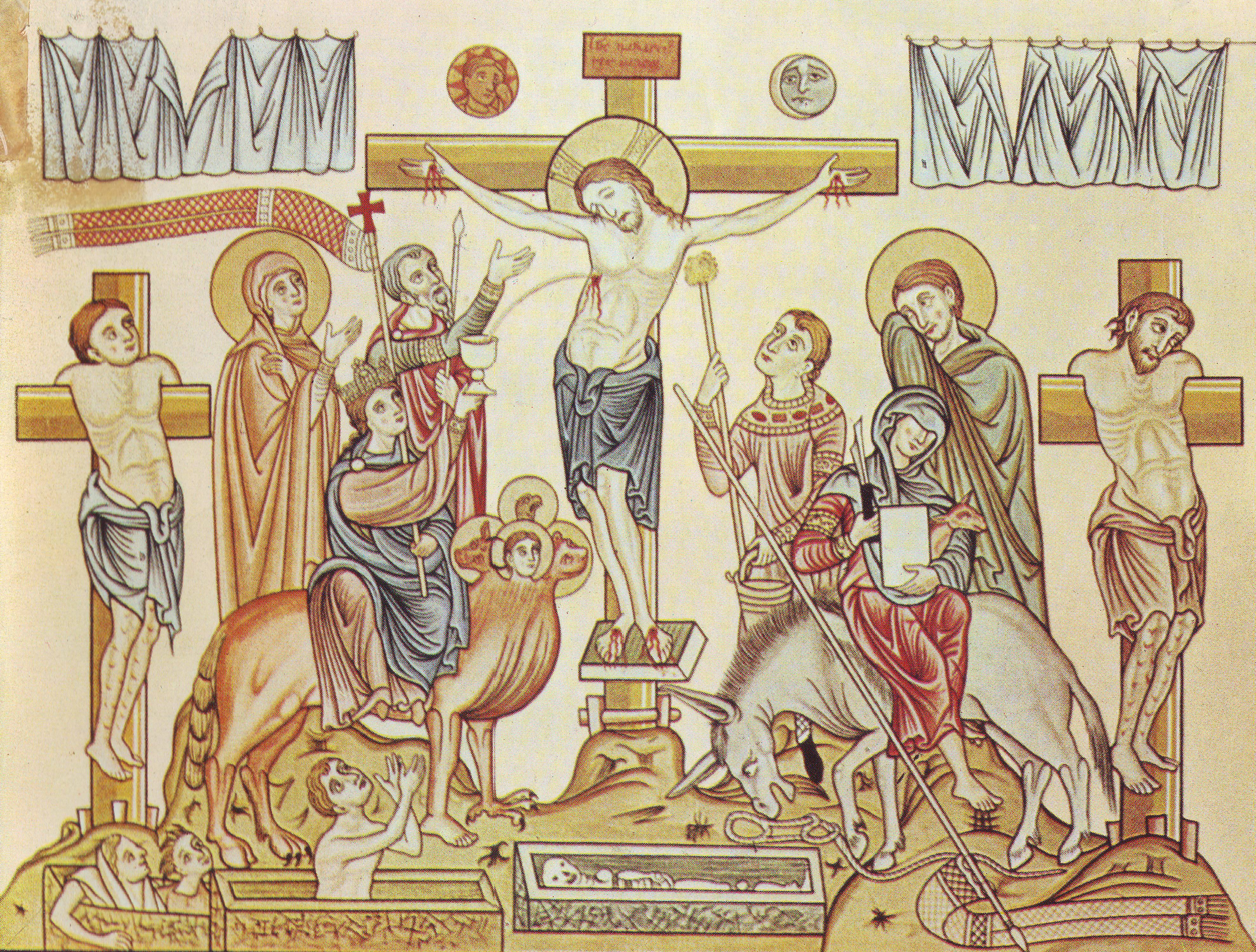
Zerrissener Tempelvorhang (beiderseits oben). Hortus Deliciarum: Kreuzigung.

Der Vorhang (hebräisch תרֶכֶוֹפּ poreketh) war ein zentraler Ausstattungsgegenstand des Jerusalemer Tempels. 

## Hebräische Bibel, Judentum
Es gab an der Jerusalemer Kultstätte zwei Vorhänge. Der äußere zum Vorhof diente der Abgrenzung von Äußerem (Profanem) und Innerem (Sakralem), der innere – bedeutendere – der Abgrenzung zwischen dem Tempelraum mit Leuchtern, Schaubrottisch und Räucheraltar und dem Allerheiligsten mit der Bundeslade und den zwei Cherubim. Laut rabbinischer Tradition sollen 82 Jungfrauen jedes Jahr zwei Vorhänge gefertigt haben, wahrscheinlicher ist jedoch ein Import der sakralen Textilie aus Babylonien.
Die kultische Bedeutung des Tempelvorhangs, der das Allerheiligste abgrenzte, lag darin, dass der Hohepriester ihn einmal im Jahr im Rahmen des Jom-Kippur-Rituals zu durchschreiten hatte (Lev 16,2.12–15 ), um im Allerheiligsten Opferblut zu versprengen. 
Eine Reihe magischer Vorstellungen verband sich mit dem Objekt. So sei, nach rabbinischer Legende, Blut aus ihm herausgetreten, als Titus ihn mit dem Schwert zerschnitten habe.
Der Geschichtsschreiber Josephus berichtet davon, dass der Vorhang des Tempels, auf dem der Kosmos abgebildet war, in Rom auf dem Triumphzug der Flavier nach der Zerstörung Jerusalems unter den Beutestücken gezeigt wurde. Nach dem Triumphzug wurde der Vorhang des Tempels im Palast des Vespasian deponiert (Jos., Bell VII 162).

## Neues Testament, Christentum
Das Neue Testament verwendet für den Vorhang den griechischen Begriff καταπέτασμα katapétasma („das nach unten Ausgebreitete“). In unmittelbarem zeitlichem Zusammenhang mit der Kreuzigung Christi schildern die synoptischen Evangelien das Zerreißen dieses inneren Tempelvorhangs.
| Mt 27 50–51a                                                                 | Mk 15 37–38                                                             | Lk 23 45b–46 |
| ---------------------------------------------------------------------------- | ----------------------------------------------------------------------- | --- |
| ό δέ Ιησούς πάλιν κράξας φωνή μεγάλη άφήκεν τό πνεύμα                        | ο δε ιησους αφεις φωνην μεγαλην εξεπνευσεν                              | εσχισθη δε το καταπετασμα του ναου μεσον                                                                                                  |
| und Jesus schrie wieder mit lauter Stimme und gab den Geist auf.             | Jesus aber gab einen lauten Schrei von sich und verschied.              | und der Vorhang des Tempels riss mitten entzwei.                                                                                          |
| 51a και ιδου το καταπετασμα του ναου εσχισθη απ ανωθεν εως κατω εις δυο      | 38 και το καταπετασμα του ναου εσχισθη εις δυο απ ανωθεν εως κατω       | 46 και φωνησας φωνη μεγαλη ο ιησους ειπεν πατερ εις χειρας σου παρατιθεμαι το πνευμα μου τουτο δε ειπων εξεπνευσεν                        |
| Und siehe, der Vorhang des Tempels zerriss von oben bis unten in zwei Stücke | Und der Vorhang des Tempels zerriss in zwei Stücke, von oben bis unten. | Und Jesus rief mit lauter Stimme und sprach: Vater, in deine Hände übergebe ich meinen Geist! Und als er dies gesagt hatte, verschied er. |

Damit verbinden sie die Vorstellung, der Tod Jesu eröffne den Zugang zum Allerheiligsten.
Diese Vorstellung greift der Hebräerbrief (6,19; 9,3; 10,20) auf, wo Christus als wahrer Hoherpriester und Vorläufer (prodromos) der Gemeinde den Weg zum Allerheiligsten bahnt.
Nach einer im Protoevangelium des Jakobus aus dem 2. Jahrhundert n. Chr. enthaltenen Legende war die Jungfrau Maria mit der Herstellung des Tempelvorhangs beschäftigt, als ihr der Engel der Verkündigung des Herrn erschien.

## Rezeption
In Johann Sebastian Bachs Matthäuspassion wird die Szene vom Zerreißen des Vorhangs im Rezitativ Und siehe da, der Vorhang im Tempel zerriß musikalisch eindrücklich illustriert.